# リチャード・エリオット (1652-1685)
リチャード・エリオット（英語: Richard Eliot、1652年4月22日洗礼 – 1685年12月22日埋葬）は、イングランド王国の軍人、政治家。1679年から1685年まで庶民院議員を務めたが、第一次王位排除法案に賛成票を投じた記録しかなかった。

## 生涯
ジョン・エリオットと妻オナー（Honor、旧姓ノートン（Norton）、1652年11月1日埋葬、サー・ダニエル・ノートンの娘）の四男（兄のうち2人が早世したため、実質的には次男）として生まれ、1652年4月22日に洗礼を受けた。
四男だったため軍人になるものとされ、1676年にプリマスの駐留軍にエンサイン（少尉）として入隊したが、ジョン・グリムズ（John Grimes）の殺害容疑で起訴されたため、1678年にはイギリス陸軍から引退することを余儀なくされた。ただし、裁判自体は無罪放免か恩赦を受けたとされる。
1679年3月イングランド総選挙で父の手配を受けて、エリオット家の懐中選挙区であるセント・ジャーマンズ選挙区から出馬、当選を果たした。同年に第一次王位排除法案に賛成票を投じた後、1679年10月イングランド総選挙と1681年イングランド総選挙で再選したが、それ以降の議会活動は全くなかった。
生涯未婚のまま死去、1685年12月22日にセント・ジャーマンズで埋葬された。